# 香港傑出少年選舉
香港傑出少年選舉，於1995年起兩年一屆由香港遊樂場協會（Hong Kong Playground Association）主辦， 傑出青年協會、傑出少年協會協辦及香港電台第二台作為支持媒體。選舉主要目的是對有傑出表現的少年人予以肯定和讚賞，為少年人建立正確價值觀及人生態度，並組織得獎者參與社會服務，建立模範，回饋社會。

## 參選資格
年齡11至17歲的香港居民，男女傷健均可參加，並須由一名21歲或以上之成年人提名。
- 初級組：11至14歲
- 高級組：15至17歲

## 組別
「傑出少年」除了學業和品德外，能熱心參與和服務社會，又或積極面對自己生活的不幸遭遇，仍能屹立不倒，都是值得嘉許及鼓勵。
組別分別為：
1. 成就組
2. 奮進組
3. 社會參與組

## 歷屆十大傑出少年選舉資料
| 屆別   | 年份   | 主禮     | 傑少之星       | 十大傑出少年得獎者                                                                   | 書名                                                    |
| ------ | ------ | -------- | -------------- | ------------------------------------------------------------------------------------ | ------------------------------------------------------- |
| 第1屆  | 1995年 | 張浚生   |                | 王思衡、王偉基、伍綺媚、張文蕊、陳敢耀、麥紹霆、黃慧玲、葉慧詩、鄭凌、鄭煒琪、鍾彩雲 |                                                         |
| 第2屆  | 1998年 | 董趙洪娉 | 成龍           | 宋沛樟、戚淑媚、符倩寶、莊小平、陳天欣、黃令時、廖天蕙、黎家攸、戴希恩、羅穎兒       | 32個傑出的少年                                          |
| 第3屆  | 2000年 | 董趙洪娉 | 劉德華         | 周廷勵、周美君、胡香君、陳芷澄、陳 斌、馮彥彰、黃翠盈、蔡雅君、鍾玉欣、龔淳芳        | 自強不息–30個傑出少年的故事                             |
| 第4屆  | 2002年 | 董趙洪娉 | 劉德華，Twins  | 卜修禮、何思朗、余珮鳴、宋狄樟、林丹虹、金晉亭、張臻善、陳偉信、賀錦珊、謝炳堅       | 笑迎每天的挑選-傑出少年的故事                           |
| 第5屆  | 2004年 | 董趙洪娉 | 陳慧琳         | 呂增壽、李宛珊、張雅頌、戚其熙、彭禧雯、馮子榮、楊崢、劉嘉儀、鄭澍堃、羅浩晃         | 活出生命的精彩-2004年傑出少年的故事                     |
| 第6屆  | 2006年 | 曾鮑笑薇 | 何韻詩         | 謝貫姿、梁德曦、葉恩欣、楊容容、金晉翰、金晉民、楊健忠、鄔昊廷、舒頌恩、梁煒鈞       | 心靈共賞-30個傑出少年的故事                             |
| 第7屆  | 2008年 | 范徐麗泰 | 張敬軒         | 劉浚銘、曾子恩、沈靖韜、周亮瑩、歐鎧淳、陳楚欣、梁嘉穎、劉凡可、劉凱晴、譚建忠       | 傑出背後-30位傑出少年的故事                             |
| 第8屆  | 2010年 | 曾鮑笑薇 | 鄧紫棋         | 梁淑媛、吳靖儀、黃楚恩、何昊仁、劉穎雯、陳楚傑、陳榕狄、丘鈞銘、吳凱欣、黃君恒       | 卓越解碼-香港傑出少年的故事                             |
| 第9屆  | 2012年 | 梁唐青儀 | 鄭欣宜         | 田智婷、朱天諾、李仲賢、陳沛希、曾如恩、黃信傑、黃彩鳳、黃嘉蕊、蔡鴻成、譚峻恩       | 譜寫美妙的音符-香港傑出少年隨筆                         |
| 第10屆 | 2014年 | 梁唐青儀 | 王祖藍         | 關昊罡、練子諾、曾向鑒、陳重軒、庾天蔚、周曉樂、潘聞韶、任嘉慧、鄭紀文、容恬雅       | 成長的階梯 - 香港傑出少年隨筆                           |
| 第11屆 | 2016年 | 梁唐青儀 | 林奕匡         | 張家瑋、朱柏熹、沈思彤、黃澤林、石卓琳、朱祐民、羅善晴、張曉晴、陳逸晴、李嘉琪       | 閃亮人生-香港傑出少年隨筆                               |
| 第12屆 | 2018年 | 張建宗   | 雷深如         | 趙浩喬、袁朗晴、伍亮恆、譚詩晴、周祉延、潘芷蕎、林嵐泓、鄭晴詠、黃雪盈、楊臻匋       | 夢想飛翔─香港傑出少年選舉                               |
| 第13屆 | 2021年 | 林鄭月娥 | 陳健安，歐鎧淳 | 王印威、王朗軒、吳美慧、郭感恩、陳慧橋、許鐘玲、葉文津、楊鎧彤、鄧敬業、蕭諾瑤       | Take Me To A Higher Place 2021香港傑出少年隨筆          |
| 第14屆 | 2023年 | 李林麗嬋 | 葉巧琳         | 李晉康、李智洛、李嘉汶、張首男、黃倩鑫、黃哲宇、黃樂晴、黃濬晢、潘浠淳、鄭安生       | Beyond Outstanding My Path My Pace 30位香港傑出少年隨筆 |
| 第15屆 | 2025年 | 李林麗嬋 | 張小倫         | 吳日燊、陳靖、麥愛綸、張嘉希、梁墡瑩、符蓉、麥耀文、黃浩澄、趙奭孜、譚琛             | 傑出之路 年少起步                                       |

## 外部連結
- 香港傑出少年選舉（页面存档备份，存于）
- 傑出青年協會（页面存档备份，存于）
- 傑出少年協會 （页面存档备份，存于）